# 사르데냐긴귀박쥐
사르데냐긴귀박쥐(Plecotus sardus)는 애기박쥐과에 속하는 박쥐의 일종이다. 사르데냐 섬의 토착종이다. 2002년 사르데냐 중부의 동굴에서 처음 발견했으며, 모식 산지는 올레나의 라냐토 계곡의 동굴이다. 토끼박쥐(Plecotus auritus)와 산악긴귀박쥐(Plecotus alpinus)의 근연종으로 보인다. 미토콘드리아 16S rRNA 유전자 분석 결과, 다른 토끼박쥐속 종에서 분기된 것이 명확하여 신종으로 명명되었다.

## 특징
사르데냐긴귀박쥐는 작은 박쥐로 머리부터 몸까지 길이가 약 45mm, 귀는 약 38mm 그리고 몸무게는 최대 9g이다. 주둥이는 원뿔 모양으로 턱에 혹이 나 있다. 귀는 타원형이며, 일종의 가는 비막으로 이마 위에 붙어 있다.